# Leptocythere lacertosa
Leptocythere lacertosa is een mosselkreeftjessoort uit de familie van de Leptocytheridae. De wetenschappelijke naam van de soort is voor het eerst geldig gepubliceerd in 1912 door Hirschmann.